# ژانت براگمایر
ژانت براگمایر (انگلیسی: Zsanett Bragmayer؛ زادهٔ ۲۹ مارس ۱۹۹۴) ورزشکار زن ورزش سه‌گانه اهل مجارستان است.
وی در مسابقات کشوری و بین‌المللی در مجموع برندهٔ ۱ مدال نقره شده‌است.